# Kanton Beuren
Der Kanton Beuren war eine Verwaltungseinheit im Distrikt Duderstadt des Departements des Harzes im napoleonischen Königreich Westphalen. Hauptort des Kantons und Sitz des Friedensgerichts war Beuren im heutigen thüringischen Landkreis Eichsfeld. Das Gebiet des Kantons umfasste 10 Orte im heutigen Freistaat Thüringen (Eichsfeld).
Zum Kanton gehörten die Ortschaften:

- Beuren mit Kloster Beuren und dem Vorwerk Beusenburg
- Beinrode
- Birkungen
- Bodenrode
- Breitenholz
- Kallmerode
- Leinefelde
- Reifenstein
- Steinbach
- Wingerode